# Platón I

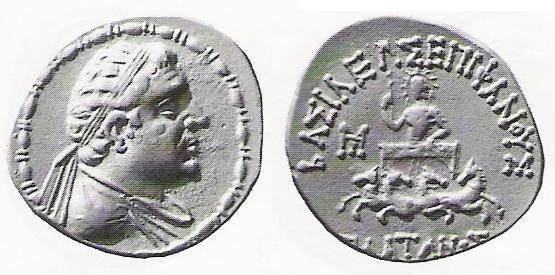
Moneda dePlatón I.
Obv: Imagen de Platón I.
Rev: Dios del sol Helios, sobre una carroza de cuatro caballos. En griego: ΒΑΣΙΛΕΩΣ ΕΠΙΦΑΝΟΥΣ ΠΛΑΤΩΝΟΣ (BASILEOS EPIFANOYS PLATONOS) "Del Rey Platón, Manifestación de Dios en la tierra.

Platón I de Bactriana fue un rey grecobactriano que reinó por un corto período en el sur de Bactriana o el Parapamisos a mediados del siglo II a. C. El estilo de las monedas de Platón sugieren que fue un familiar - tal vez hermano, considerando que Platón es un hombre de mediana edad en las monedas - de Eucrátides el Grande, quien habría llegado al poder alrededor de los años 170 y 165 a. C.
Alguna de las monedas de Platón tienen inscripciones que podrían interpretarse como fechas usando fechas indogriegas que comenzarían alrededor del 186 a. C. En ese caso, Platón habría gobernado alrededor del 145 a. C. Esto calza con las fechas dadas por el numismático Osmund Bopearachchi, quien sitúa a Platón entre el 145 y el 140 a. C., considerando que sus monedas no fueron encontradas en las ruinas de Ai-Khanoum, la ciudad bactriana que habría sido destruida durante el reinado de Eucrátides.